# Сен-Пьермон (Эна)
Сен-Пьермо́н (фр. Saint-Pierremont) — коммуна во Франции, находится в регионе Пикардия. Департамент коммуны — Эна. Входит в состав кантона Марль. Округ коммуны — Лан.
Код INSEE коммуны — 02689.

## Население
Население коммуны на 2010 год составляло 62 человека.
| 1962 | 1968 | 1975 | 1982 | 1990 | 1999 | 2010 |
| ---- | ---- | ---- | ---- | ---- | ---- | ---- |
| 98   | 86   | 70   | 64   | 60   | 62   | 62   |

## Экономика
В 2010 году среди 37 человек трудоспособного возраста (15—64 лет) 25 были экономически активными, 12 — неактивными (показатель активности — 67,6 %, в 1999 году было 62,2 %). Из 25 активных жителей работали 25 человек (14 мужчин и 11 женщин), безработных не было. Среди 12 неактивных 4 человека были учениками или студентами, 1 — пенсионером, 7 были неактивными по другим причинам.